# Vinnen
Vinnen ist ein Dorf mit etwa 650 Einwohnern und gehört zur Gemeinde Lähden im Landkreis Emsland im westlichen Niedersachsen.

## Geografische Lage
Das Dorf liegt zwischen den Flüssen Mittelradde und Südradde, die ihrerseits in die Hase münden. Folgende Dörfer grenzen an Vinnen:
- Ahmsen, Herßum (beide Gemeinde Lähden)
- Wieste (Gemeinde Werlte)
- Wachtum, Elbergen (Stadt Löningen)

## Geschichte und Politik
Vinnen wird erstmals in einer Schenkungsurkunde Kaiser Ottos des Großen aus dem 10. Jahrhundert als Besitz von Corvey im Agradingau erwähnt.
Wahrzeichen von Vinnen ist die St.-Antonius-Kirche. Sie wurde von 1853 bis 1858 durch den Architekten Josef Niehaus aus Haselünne erbaut. Der Taufstein des Bentheimer Typs und ein altes Messbuch, das eigens für Vinnen geschrieben wurde, stammen aus der Zeit von 1430 bis 1450. Es handelt sich dabei um ein „Promptuarium“, in das nur solche Teile aufgenommen wurden, die im Ort erforderlich waren, da nicht jeden Tag Messen gefeiert wurden. Hervorzuheben sind die Buchmalereien, insbesondere eine aufwändige Kreuzigungsszene, und die ungewöhnliche Notengebung, die einen Hinweis auf die damalige Sakralmusik liefern. Der Barockaltar, um 1760 von dem Bildhauer Johann Heinrich König (1705–1784) aus Münster geschaffen, stammt aus dem aufgehobenen Franziskanerkloster in Aschendorf. Im Turm hängen drei Glocken der Glockengießerei Otto aus dem Jahr 1948 mit den Tönen: a' – e' – d'' und einem Gewicht von einer Tonne.
Die Vorgängerkirche wurde im Jahr 1523 errichtet. Davor gab es mündlichen Überlieferungen zufolge ein Kloster in Vinnen. Darauf deutet auch heute noch der Name einer Straße hin, ein dokumentierter Nachweis für die Existenz dieses Klosters ist jedoch bisher nicht erbracht worden.
Nachdem Vinnen für eine kurze Zeit im 16. Jahrhundert evangelisch war, wurde es 1614 katholisch, erhielt aber nicht wieder den Status einer eigenständigen Pfarrei, sondern wurde der Gemeinde Holte untergeordnet. Zwar wirkte 1795 ein aus französischer Verfolgung flüchtender Priester in Vinnen, einen ständigen Geistlichen gab es jedoch erst wieder ab 1847. Rechtlich eigenständig wurde Vinnen 1921.
Die Vorfahren von Wilhelm Anton Riedemann und der von ihm begründeten Adelsfamilie Riedemann stammen aus Vinnen.
Bis zum Einzug von Maschinen und Traktoren in die Landwirtschaft Anfang des 20. Jahrhunderts gab es neben Handwerksberufen vor allem bäuerliche Einheiten zum Lebensunterhalt. Wenige Bauern hatten eine größere Zahl von Heuerleuten. Wie bei Hoferben wurden auch die Positionen als Heuerleute vererbt, diese festen Gemeinschaften werden in Vinnen „Wehren“ genannt.
Im 19. Jahrhundert verließen, wie auch im gesamten Land, nicht-erbberechtigte junge Männer und ganze Familien als Auswanderer den Ort und gingen in die USA oder insbesondere in den Jahren 1869–1871 nach Rudolfstal in Bosnien (heute Bosanski Aleksandrovac).
Am 1. Februar 1971 wurde Vinnen im Rahmen der Gemeindereform der Gemeinde Lähden zugeordnet, welche wiederum zur Samtgemeinde Herzlake gehört. Dies erfolgte gegen den Willen der Mehrheit der Bürger, die sich traditionell eher Löningen zugehörig fühlen. Ein Mehrheitsvotum in einer Volksabstimmung mit über 90 % Ablehnung zu einem Zusammenschluss mit Lähden wurde ignoriert. Auch heute besitzt Vinnen noch die gleiche Telefonvorwahl wie Löningen (05432), während alle anderen Lähdener Ortsteile in das Vorwahlgebiet 05964 fallen.
Bei Wahlen erhielt die CDU in den vergangenen Jahrzehnten immer mindestens eine Zweidrittelmehrheit. Andere Parteien spielen faktisch keine Rolle.

## Bildung und Kultur
Die letzte Schule in Vinnen (die „Katholische Volks- und Grundschule“) wurde 1994 geschlossen. Bis zu diesem Zeitpunkt wurden die Klassen 1 bis 4 in zwei Klassenzimmern unterrichtet, so dass jeweils zwei Schuljahre einen gemeinsamen Unterricht erhielten.
Seit der Schließung besuchen die Vinner Kinder die Grund- und Hauptschule in Holte-Lastrup, während die Realschule und das Gymnasium in Löningen besucht werden.
Den kulturellen Mittelpunkt von Vinnen stellt das Dorfgemeinschaftshaus dar. Hier finden Konzerte des örtlichen Musikvereins statt, sowie die Aufführungen der plattdeutschen Theatergruppe. Die Alltagssprache eines Großteils der Bevölkerung ist immer noch Plattdeutsch. Hochdeutsch wird in der Schriftsprache verwendet.
Vinnen ist zu über 90 % katholisch; die St. Antonius Kirchengemeinde und damit die katholische Kirche insgesamt spielt im öffentlichen Leben eine entscheidende Rolle. So ist die KLJB die einzige Jugendorganisation, Frauen sind  in der Katholischen Frauengemeinschaft Deutschlands (KFD) organisiert. Männer (und seit dem Beschluss der Generalversammlung 2019 auch Frauen) sind Mitglieder im Schützenverein Vinnen von 1855 e. V. Der Schützenverein ist der größte Verein in Vinnen, und das alljährliche Schützenfest am ersten Juniwochenende ist üblicherweise das größte gesellschaftliche Ereignis. Die Kirchengemeinde Vinnen ist Teil eines Pfarrverbundes mit den Dörfern Wachtum, Ahmsen, Lahn, Holte-Lastrup und Lähden, die gemeinsam von einem Pastor und von drei Patern der Franziskaner betreut werden.
Der örtliche Fußballclub ist eine Spielvereinigung, die SpG Ahmsen-Vinnen e. V. 1972. Die Waldbühne Ahmsen liegt teilweise auf dem Grundbesitz Vinner Bauern. Einige Vinner sind Mitglieder der Laienspielschar dieser Bühne.
Von der Kommune, der Gemeinde Lähden beziehungsweise der Samtgemeinde Herzlake, gibt es in Vinnen keine Bildungs- oder Kulturangebote.

## Wirtschaft und Soziales
Vinnen ist traditionell stark landwirtschaftlich geprägt. Der Strukturwandel macht aber auch vor diesem Dorf nicht halt, so dass viele landwirtschaftliche Betriebe von der Folgegeneration nicht weitergeführt werden. In Vinnen sind keine ausreichend großen Unternehmen ansässig, die in nennenswertem Umfang Menschen einstellen, so dass Arbeitnehmer ihrer Tätigkeit in Löningen, Werlte, Meppen oder Haselünne nachgehen. Dieser Umstand führt zu einer verstärkten Abwanderung qualifizierter junger Menschen, die auch in den umliegenden Kleinzentren keine Perspektive sehen und sich gesellschaftlich eingeengt fühlen. Der dadurch bedingte Schrumpfungsprozess wird teilweise aufgehoben durch den Zuzug von Menschen aus dem Ruhrgebiet, die die dörfliche Idylle einem Rentnerdasein in den Großstädten vorziehen.
Vinnen bietet nicht die üblichen Dienstleistungen; es gibt keine Ärzte und Hebammen, keine Restaurants, keine Feuerwehr, keinen Bestatter. Eine kommunale Wirtschaftsförderung für Vinnen existiert nicht. Es gibt aber immer noch die alten Netzwerke der „Wehren“. Daraus hat sich ein System gegenseitiger Hilfe entwickelt, das feste Rechte und Pflichten enthält. So ist beispielsweise klar geregelt, welche Nachbarwehr bei einer Hochzeitsfeier für den Hausschmuck verantwortlich ist, wer das Essen serviert, wer den Brautwagen fährt, wer einen Sarg trägt oder wer welchen Teil des Dorfes für kirchliche Prozessionen herrichtet. Dieses Prinzip der Selbsthilfe und gegenseitigen Unterstützung wird heute von den Generationen weitergelebt, die selbst nie als Bauern oder Heuerleute gearbeitet haben.